# Il vagabondo delle stelle
Il vagabondo delle stelle (titolo originale: The Star Rover) è un romanzo di Jack London pubblicato nel 1915.
Inerente all'ambientazione carceraria, il romanzo è stato influenzato sia dall'incontro con alcuni ex detenuti, conoscenti di London, sia dalle cronache, pubblicate su alcuni giornali, che descrivevano le cattive condizioni carcerarie della California, oltre che dalla vicenda di Jake Oppenheimer ed Ed Morrell. Uno dei temi del romanzo è la metempsicosi, ma l'assoluta novità rappresentata nel 1915 da questo romanzo fu l'idea di affidare la storia a un manoscritto fatto uscire clandestinamente dal carcere, scritto dal condannato a morte Darrell Standing in prima persona sino ai minuti precedenti l'impiccagione. Ma il romanzo, come scrive Jay Williams (edizione 2015 del romanzo), è una serie di racconti: "London, nove giorni prima di finire il romanzo e molto probabilmente mentre stava scrivendo (...) il capitolo 21 (un genere di storia che riassume tutte le altre), a un editor disse: “potrei dire che il racconto  è del tutto diverso da qualsiasi altro che sia mai stato scritto prima al mondo, in qualsiasi lingua...Naturalmente fa parte di una serie di racconti inclusi nel romanzo” (13 marzo 1914). Secondo Jack London la struttura di Il vagabondo delle stelle è dunque quella di una serie di racconti."
Per London la teoria dell'evoluzione di Charles Darwin e quella della volontà di potenza di Friedrich Nietzsche hanno sempre avuto una certa influenza, che però qui viene portata oltre (Il Vagabondo delle Stelle è l'ultimo grande romanzo pubblicato in vita dallo scrittore californiano). Vengono citati molti scrittori e filosofi coevi e non: William Wordsworth, Samuel Taylor Coleridge, Henri Bergson, Confucio, Filippo Tommaso Marinetti, Auguste Comte, Alfred Tennyson, Ernst Haeckel, Dante e Blaise Pascal.

## Trama
Il romanzo narra in prima persona le vicende di un professore universitario, Darrell Standing, detenuto nel carcere di San Quintino (a nord di San Francisco) per l'omicidio del professor Haskel. Darrell Standing, più tardi condannato a morte per l'aggressione di un secondino e non per l'omicidio del professore, scrive negli ultimi tre giorni della sua vita le sue memorie. Più che memorie sono racconti di "viaggi" che fa durante il periodo di permanenza in carcere, soprattutto quando rinchiuso in cella di isolamento.
Standing è sempre stato un detenuto ritenuto "incorreggibile", ossia "un essere temuto da tutti", e fortemente odiato da Atherton, direttore del carcere. Dopo alcune vicende, che coinvolgono un altro detenuto, Cecil Winwood, e una presunta dinamite nascosta all'interno del carcere, in realtà mai esistita, Standing viene rinchiuso in isolamento. Qui subisce anni di torture e di camicia di forza, come punizione da parte del direttore, per non voler rivelare dove si trova la dinamite, della cui esistenza egli non è a conoscenza e che in realtà non è mai entrata all'interno del carcere.
In cella di isolamento fa amicizia con altri due detenuti, Ed Morrell e Jake Openheimer, con i quali comunica attraverso un codice segreto, battendo le nocche delle dita sui muri. Da qui, si alternano capitoli di vicende accadute in carcere, ossia vicende di tortura, e capitoli di storie di reincarnazioni, dove Standing, attraverso la piccola morte, esce dal carcere e si ritrova in epoche "sconosciute". Attraverso la piccola morte, tecnica insegnatagli da Ed Morrell, riesce a far morire il corpo e uscire da esso, e quindi sopportare giorni e giorni di camicia di forza. Uscendo dal corpo, Standing riesce ad uscire dalla cella e quindi dalle mura del carcere, per ritrovarsi in epoche e luoghi a lui sconosciuti, ma che fanno parte di una lunga catena di reincarnazioni che hanno poi portato a lui. Inizia così un viaggio che secondo lui dovrebbe "chiarire il mistero della vita". Passa attraverso la vita del conte Guillaume De Sainte-Maure, gentiluomo francese, poi attraverso quella di Jesse Fancher, bambino di 8 o 9 anni il cui padre era a capo di una carovana di pionieri attaccata da un gruppo di milizie formate da mormoni e indiani, attraverso quella di un sacerdote del Nilo, attraverso quella di Adam Strang, un inglese vissuto tra il 1550 e il 1650, di Ragnar Lodbrog, schiavo che in seguito diventa soldato e amico di Pilato, e per finire quella di Daniel Foss, naufrago su un'isola deserta.
Alla fine del romanzo Darrell Standing, prima di venire impiccato per l'aggressione del secondino Thurston, descrive l'assurdità della pena di morte, il disagio sperimentato dai suoi esecutori e la sua assoluta serenità, alimentata dalla curiosità di vivere la sua prossima vita.

## Edizioni
- traduzione di Dienne Carter e Gian Dàuli, collana "Opere complete di Jack London", Milano: Modernissima, 1928
- traduzione di Giovanni Delchiaro, collana "Nuovissima collezione letteraria", Milano: Monanni, 1929
- traduzione di Tullo Tulli, collana "Romantica mondiale", Milano: Sonzogno, 1931
- traduzione di Arturo Silucci, collana "Reclame", Milano: Bietti, 1932
- traduzione di Gino Marcora, collana "Biblioteca universale", Milano: Zibetti, 1966
- traduzione di Gianni Rebaudengo, Torino: Edizioni dell'Albero, 1966
- traduzione non specificata , prefazione G.B. Roberto Figari , La Spezia Fratelli Melita 1992
- traduzione di Antonio Agriesti, Milano: Nord, 1996
- traduzione di Fabrizio Sandrelli, Padova: Cavallo alato, 2002
- traduzione di Stefano Manferlotti, collana "Gli Adelphi", Milano: Adelphi, 2005 ISBN 8845919706
- traduzione di Davide Sapienza, collana "Universale Economica", Milano: Feltrinelli, 2015